# Wicher Gosen Nicolaas van der Sleen

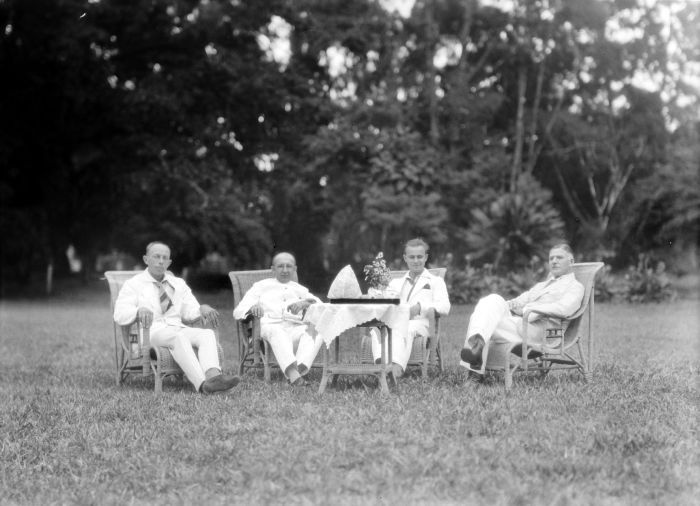
Wicher Gosen Nicolaas van der Sleen (erster von links)

Wicher Gosen Nicolaas van der Sleen (* 19. Oktober 1886 in Haarlem; † 4. August 1967 in Naarden), bisweilen auch als W. G. N. van der Sleen zitiert, war ein niederländischer Chemiker, Lehrer, Autor, Fotograf und Amateurconchologe.

## Leben
Van der Sleen absolvierte ein Chemiestudium an der Universiteit van Amsterdam und promovierte im Jahr 1913 mit der Dissertation De chemische samenstelling van het duinwater in verband met de toestand van de boden. Danach wurde er Leiter eines bakteriologischen Labors in Haarlem, wo das Trinkwasser der Amsterdamer Wasserwerke analysiert wurde. Später wurde er Lehrer für Chemie an einer Sekundarschule in Naarden sowie Lehrer an verschiedenen Schulen in Haarlem. Van der Sleen zeigte ein breites Interesse an Zoologie, Geologie und Archäologie und unternahm zahlreiche Forschungsreisen sowohl national als auch international. Während dieser Exkursionen sammelte er zoologische Exemplare, darunter Vögel und Muscheln, für das Zoölogisch Museum Amsterdam. Im Jahr 1920 führte ihn eine Expedition entlang der Mittelmeerküste der Riviera, gefolgt von einer Erkundung der Region zwischen Grenoble und La Grave im Jahr 1921. Im darauf folgenden Jahr besuchte er die Isle of Man. 1926 reiste er in den Himalaya und nach Travancore, von wo er weitere Sammlungen für das Zoölogisch Museum Amsterdam zusammentrug. Im Jahr 1937 wurde eine Muschelsammlung dem Museum in Enschede übergeben. Zwischen 1912 und 1922 verfasste er ein Dutzend Abhandlungen über niederländische Weichtiere.
Er schrieb Bücher über seine Reisen und verschiedene Zeitschriftenartikel, darunter Het Oudemirdumer Klif.

## Schriften (Auswahl)
- Natuur en Vernuft Tweede Serie, eerste + tweede Deel. Verrassende Uitkomsten van des Menschen Speurzin en Vindingrijkheid, 1918
- Geologie van Nederland, 1920
- Vier Maanden kampeeren in den Himalaya, 1927 (englische Ausgabe: Four Months Camping in the Himalays, 1929)
- Zwerftochten door Britsch-Indië, 1929
- Canada, 1947
- Zuid-Afrika, 1947
- De Canadezen en hun Land, 1952
- Tussen Texas en Pacific. Aspecten van Californië en het Westen der U.S.A. gisteren en Vandaag, 1953
- Van de Kaap tot de Congo, 1955
- Ancient Glass Beads, 1958
- Handbook on Beads, 1973